# Just for You
Just for You – ósmy album Lionela Richiego wydany w maju 2004 roku.

## Lista utworów
1. „Just for You” – 4:33
2. „I Still Believe” – 4:55
3. „Just to be With You Again” – 3:32
4. „She's Amazing” – 4:36
5. „Ball and Chain” – 3:16
6. „The World is a Party” – 3:25
7. „Time of our Life” (Lenny Kravitz) – 5:07
8. „Outrageous” – 4:30
9. „Road to Heaven” – 4:20
10. „Dance for the World” – 4:08
11. „Do Ya” (Daniel Bedingfield) – 2:39
12. „In my Dreams” – 4:56
13. „One World” – 3:52